# فيليب فان ديجيك
فيليب فان ديجيك (بالهولندية: Philip van Dijk)‏ (9 أغسطس 1885 بأوترخت في هولندا - 11 أبريل 1937 في هولندا) هو لاعب كرة قدم هولندي في مركز الوسط. شارك مع منتخب هولندا لكرة القدم.

## وصلات خارجية
- فيليب فان ديجيك على موقع قاعدة بيانات كرة القدم.إي يو (الإنجليزية)
- فيليب فان ديجيك على موقع ناشيونال فوتبول تيمز (الإنجليزية)